# Język delfinów
Język delfinów – system komunikacji werbalnej waleni, zwłaszcza delfinów oceanicznych, prawdopodobnie spełniający kryteria definicji języka.

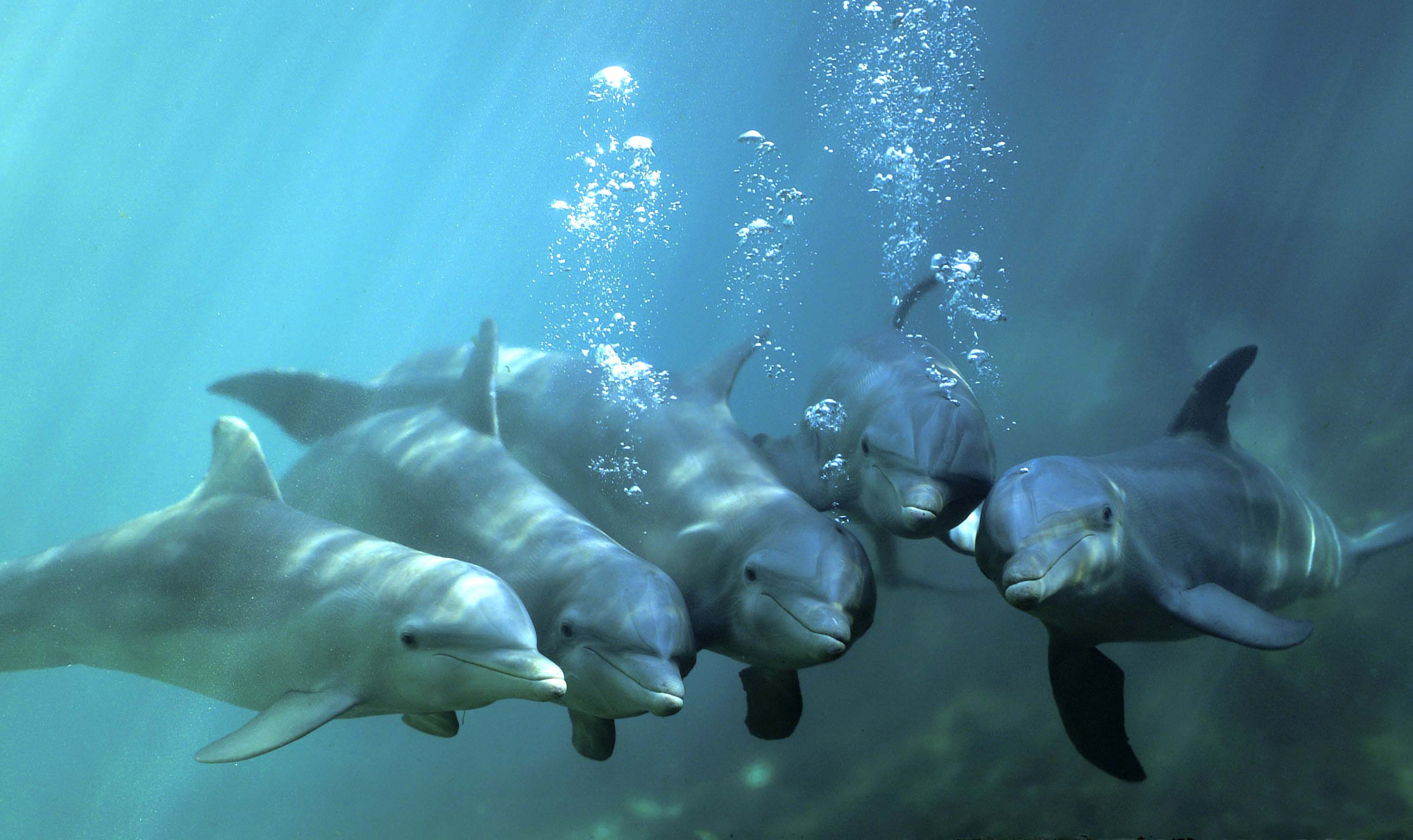
Grupa delfinów w delfinarium Xcaret (Meksyk)

W wewnątrzgatunkowej komunikacji delfinów wyróżniane są dwa podstawowe systemy porozumiewania:
- komunikacja niewerbalna (tzw. język gestów) – pozy, obroty, skoki, różne ruchy ogonem, płetwami;
- komunikacja werbalna – sygnały dźwiękowe, zwłaszcza impulsy ultradźwiękowe. Brzmią one jak krzyki, świsty itp. dźwięki.

Najwięcej znaczeń mają świsty (gwizdy), jakich wśród delfinów odkryto 32 rodzaje. Każdy może oznaczać określoną frazę, np. ból, niepokój, powitanie, wezwanie „do mnie!” itd. Jednak pomimo wszystkich badań język delfinów dotychczas nie został odszyfrowany w całości.

## Imiona u delfinów
Każdy delfin ma swoje własne imię, na które się odzywa, kiedy wzywają go współplemieńcy. Do takiego wniosku doszli naukowcy amerykańscy. Rezultaty ich badań zostały opublikowane w czasopiśmie Narodowej Akademii Nauk Stanów Zjednoczonych (PNAS). Co więcej, uczeni stwierdzili, że imię nadawane jest waleniom, a w szczególności delfinom, po ich narodzeniu.
Naukowcy schwytali na wolności 14 butlonosów  i zapisali różne wydawane przez nie dźwięki. Za pomocą komputera z zapisów wyodrębniono „imiona”. Kiedy uczeni odtwarzali wybrane imię w obecności stada, odzywał się konkretny osobnik. „Imię” delfina ma formę świstu (gwizdu), trwającego 0,9 s.

## Historia badań
Wydawanie ultradźwięków przez walenie, a zwłaszcza delfiny, zostało stwierdzone po raz pierwszy w okresie II wojnie światowej w czasie badania dna morskiego przy pomocy echosondy. W przypadku butlonosa (Tursiops truncatus) były to trzaskające dźwięki (od 5 do ponad 100 w ciągu sekundy, komponenty o częstotliwości ok. 120 kHz) oraz pojedyncze dźwięki dochodzące do 200 kHz. U białuchy (Delphinapterus leucas) odkryto wówczas 8 różnych głosów. Początkowo przypisywano im funkcję wspomagania orientacji w otoczeniu. W latach 60. XX w. rozpoczęto systematyczne badania dźwięków wydawanych przez ssaki morskie. Badanie zdolności interpretacyjnych delfinów wykazało, że zwierzęta te uczą się sztucznych języków, tzn. zapamiętują znaczenie słów, rozumieją całe zdania oraz interpretują kolejność słów w zdaniu, a nawet starają się sensownie zinterpretować nonsensowną komendę. Takie reakcje wykraczają poza efekty wynikające z samej tresury. Naukowcy prowadzący badania uznali, że delfiny potrafią w sposób abstrakcyjny łączyć słowa sztucznego języka z przedmiotami i rozumieją gramatykę tego języka.

## Charakterystyka dźwięków
Zakres częstotliwości dźwięków wydawanych przez walenie jest zależny od gatunku. Ogólnie mieści się w przedziale od 500 do 200 000 Hz. Są to powtarzające się okrzyki gwiżdżące (7–15 kHz u T. truncatus i 0,5–10 kHz u D. leucas), ćwierkające i dzwoniące dźwięki, cmokania, „stękania” i „odbijanie”. Gwizdy wydawane przez delfiny uważano początkowo za jednakowe. Obecnie wiadomo, że każdy osobnik wydaje własny, specjalny gwizd. Jest to tzw. gwizd rozpoznawczy. Oznacza to, że w przeciętnym stadzie liczącym zazwyczaj 10–25 osobników rozpoznano tyle samo unikalnych dźwięków rozpoznawczych. Gwizd dorastającego delfina ustala się około 1. roku jego życia i przestaje ulegać większym zmianom. Samice przebywające dłużej ze swoją matką ustalają gwizd odmienny od jej głosu, w przeciwieństwie do wcześnie opuszczających stado samców – ich głos jest podobny do gwizdu matki. Pozostałe osobniki w stadzie naśladują gwizdy rozpoznawcze swoich pobratymców, co może być odpowiednikiem praktykowanego przez ludzi wołania po imieniu. W trakcie jednego z badań w oceanarium w Brewster (Massachusetts) stwierdzono, że po śmierci jednego z badanych delfinów, drugi przestał naśladować gwizd rozpoznawczy zmarłego osobnika.